# Cesare Cremonini
Cesare Cremonini (Bolonha, 27 de março de 1980) é um cantor-compositor italiano. Foi o líder da banda pop italiana Lùnapop que fez sucesso entre 1999 e 2002, mas depois a banda rompeu-se e assim seguiu uma carreira solo. Teve quatro álbuns de estúdio lançados: Bagus, Maggese, 1+8+24 e Il Primo Bacio Sulla Luna, e seus maiores sucessos são "Latin Lover", "Marmellata" e "Le tue parole fanno male".

## Discografia

### Álbuns de estúdio
- Bagus (2002)
- Maggese (2005)
- 1+8+24 (2006)
- Il Primo Bacio Sulla Luna (2008)
- 1999-2010 The Greatest Hits (2010)
- La Teoria dei Colori (2012)
- Logico (2014)
- Possibili Scenari (2017)

### Singles
- "Gli Uomini E Le Donne Sono Uguali" (2002)
- "Vieni A Vedere Perché" (2002)
- "PadreMadre" (2003)
- "Latin Lover" (2003)
- "Gongi Boy" (2003)
- "Marmellata" (2005)
- "Maggese" (2005)
- "Le Tue Parole Fanno Male" (2006)
- "Ancora un po" (2006)
- "Dev'essere Così" (2006)
- "Dicono Di Me" (2008)
- "Le Sei e Ventisei" (2008)
- "Figlio di un Re" (2009)
- "Il Pagliaccio" (2009)
- "The Creationist" (Kerli feat. Cesare Cremonini) (2009)
- Mondo (Cesare Cremonini) (2010)
- "Il Comico (Sai Che Risate?)" (2012)
- "Poetica" (2017)
- "Nessuno Vuole Essere Robin" (2018)
- "Kashmir-Kashmir" (2018)